# David Shackleton
David James Shackleton (21 novembre 1863 - 1er août 1938) est un ouvrier du coton et un syndicaliste qui est le troisième député travailliste du Royaume-Uni, après la formation du Comité de représentation des travailleurs. Il est plus tard haut fonctionnaire.

## Biographie
Shackleton est né à Cloughfold près de Rawtenstall, Lancashire. Il est ouvrier du coton à l'âge de neuf ans. Il gravit les échelons du syndicat des tisserands de coton et devient secrétaire général de l'Association des travailleurs des usines textiles. Il est membre du conseil municipal de Darwen et membre de la chambre de commerce de Blackburn.
Bien que les travailleurs du textile n'aient pas encore rejoint la LRC, Shackleton est désigné candidat à l'élection partielle de Clitheroe en 1902. Philip Snowden, qui est présenté par le Parti travailliste indépendant, se retire de la course. Les libéraux et les conservateurs se retirent également, sentant la forte avance de Shackleton. Il est donc élu sans opposition le 1er août 1902 . Les syndicats de travailleurs du textile s'affilient à la LRC peu de temps après. Shackleton est président du Parti travailliste parlementaire pendant un certain temps.
Shackleton devient président du Congrès des syndicats en 1906, maintenant sa position dominante dans le mouvement syndical. En 1910, Winston Churchill l'invite à rejoindre la fonction publique et Shackleton quitte le Parlement. Il atteint rapidement le rang de secrétaire permanent au nouveau ministère du Travail et est considéré comme le premier homme issu de la classe ouvrière à accéder à un poste aussi élevé.